# Trey Jemison
Richard Lee «Trey» Jemison III (Birmingham, Alabama, 28 de noviembre de 1999) es un baloncestista estadounidense que pertenece a la plantilla de Los Angeles Lakers, con un contrato dual que le permite jugar además en su filial en la G League, los South Bay Lakers. Con 2,08 metros de estatura, juega en la posición de pívot.

## Trayectoria deportiva

### Universidad
Jugó dos temporadas con los Tigers de la Universidad Clemson, donde apenas tuvo minutos de juego, y en las que promedió 1,2 puntos y 1,5 rebotes por partido.
Al verse con pocas oportunidades de juego, Jemison decidió ingresar al portal de transferencias el 6 de mayo de 2020, y se comprometió a unirse al equipo de su ciudad natal, los UAB Blazers, el 14 de mayo de 2020. Allí encontró los minutos que le faltaron en Clemson, disputó tres temporadas en las que promedió 7,9 puntos, 7,7 rebotes y 1,8 tapones por partido, siendo incluido en 2021 y 2023 en el mejor quinteto defensivo de la Conference USA y en el tercer mejor equipo en su última temporada.

### Profesional
Tras no ser elegido en el Draft de la NBA de 2023, se unió a los Phoenix Suns para disputar la Liga de Verano de la NBA. El 30 de septiembre firmó contrato con New Orleans Pelicans, pero fue despedido el 22 de octubre. Ocho días más tarde se unió a los Birmingham Squadron, el filial de los Pelicans en la NBA G League.
El 20 de enero de 2024 firmó con los Washington Wizards un contrato de 10 días, con los que disputó dos encuentros. Tras finalizar el mismo, firmó otro contrato de diez días, esta vez con Memphis Grizzlies. El 9 de febrero firmó finalmente un contrato dual con la franquicia. Disputó 23 encuentros con los Grizzlies, 14 de ellos, siendo el pívot titular.
Tras ser cortado por los Grizzlies a finales de julio de 2024, firma un contrato dual con New Orleans Pelicans. El 9 de enero de 2025 fue cortado por los Pelicans.
El 15 de enero de 2025 firmó un contrato dual con Los Angeles Lakers.

## Estadísticas de su carrera en la NBA

### Temporada regular
| Año     | Equipo      | PJ | PT | MPP  | %TC  | %3P | %TL  | RPP | APP | ROB | TPP | PPP |
| ------- | ----------- | -- | -- | ---- | ---- | --- | ---- | --- | --- | --- | --- | --- |
| 2023-24 | Washington  | 2  | 0  | .7   | —    | —   | —    | .5  | .0  | .0  | .0  | .0  |
| 2023-24 | Memphis     | 23 | 14 | 24.9 | .551 | —   | .840 | 5.8 | 1.2 | .5  | 1.2 | 7.4 |
| 2024-25 | New Orleans | 16 | 0  | 10.4 | .469 | —   | .381 | 2.8 | .6  | .4  | .4  | 2.4 |
| 2024-25 | L.A. Lakers | 22 | 0  | 10.3 | .619 | —   | .417 | 2.8 | .3  | .1  | .4  | 2.6 |
| Total   | Total       | 63 | 14 | 15.3 | .552 | —   | .586 | 3.8 | .7  | .3  | .7  | 4.2 |